# Óxido de cobre(II)
Os dois estados de oxidação mais comuns do cobre são +2 e +1. Estes estados correspondem aos óxidos de cobre CuO (óxido de cobre(II) ou óxido cúprico) e Cu2O (óxido de cobre(I) ou óxido cuproso).
O óxido de cobre(II) (CuO) é o óxido de cobre de maior estado de oxidação. Como um mineral, é conhecido como tenorita.

## Química
É um sólido preto com estrutura iônica o qual funde acima de 1200 °C com alguma perda de oxigênio. Pode ser formado pelo aquecimento de cobre ao ar:
2Cu + O2 → 2CuO
Aqui, ele é formado conjuntamente com óxido de cobre (I); então, é melhor produzido pelo aquecimento de nitrato de cobre(II), hidróxido de cobre(II) ou carbonato de cobre(II):
2Cu(NO3)2 → 2CuO + 4NO2 + O2
Cu(OH)2(s) → CuO(s) + H2O(l)
CuCO3 → CuO + CO2
O óxido de cobre(II) é um óxido básico, então se dissolve em ácidos minerais tais como o ácido clorídrico, ácido sulfúrico ou ácido nítrico resultando os correspondentes sais de cobre (II):
CuO + 2HNO3 → Cu(NO3)2 + H2O
CuO + 2HCl → CuCl2 + H2O
CuO + H2SO4 → CuSO4 + H2O
Pode também ser reduzido ao cobre metálico usando hidrogênio ou monóxido de carbono:
CuO + H2 → Cu + H2O
CuO + CO → Cu + CO2